# Gran Enciclopedia Rialp
La Gran Enciclopedia Rialp (GER) es una enciclopedia de carácter general y universal publicada por Ediciones Rialp, de Madrid. La primera edición se publicó en 1971, y la 6.ª y última en 1991. Se trata de una enciclopedia alfabética, estructurada en veinticinco volúmenes, de los que los veintitrés primeros contienen el cuerpo de artículos, el penúltimo los índices y un suplemento de cartografía, y el veinticinco es un suplemento de actualización.
El nombre de la editorial —Rialp—, alude a un episodio llamado La Rosa de Rialp de la vida de San Josemaría Escrivá de Balaguer (1902-1975), fundador del Opus Dei.
Los artículos están firmados por sus autores, especialistas en la materia, la mayor parte son profesores de cuatrocientas universidades, así como otros autores generalmente católicos. En total han colaborado unos 3.000 científicos y especialistas de setenta países.
La GER está compuesta por artículos que en conjunto pretenden abarcar todo el saber humano tanto en el campo de las ciencias físico-naturales, ciencias humanas o del espíritu, ciencias sociales, además de las artes, los espectáculos, los deportes y la tecnología. La enciclopedia incluye al final de sus páginas, un extenso índice alfabético equivalente a un diccionario enciclopédico de 225.000 palabras,con el que se puede localizar rápidamente datos concretos.
Es la primera obra española que sin traducirse a otro idioma —además de difundirse fundamentalmente en España—, se ha extendido por los países latinoamericanos, Estados Unidos, África y Japón. La GER ha constituido una de las aventuras intelectuales españolas con éxito internacional.